# José María Movilla
José María Movilla Cubero, kurz Movilla (* 8. Februar 1975 in Madrid) ist ein spanischer Fußballspieler, der bei Real Saragossa in der spanischen Primera División spielte.

## Spielerkarriere

### Die Anfänge
Der aus der Jugend von Real Madrid stammende Movilla startete seine Karriere beim Amateurklub CD Colonia Moscardó, wo er 1994 bis 1997 unter Vertrag stand. Anschließend wechselte er zum galicischen Zweitligisten CD Ourense. Nach einem Jahr verließ er die Mannschaft, um einen Vertrag beim Erstliga-Aufsteiger FC Málaga zu unterschreiben. Dort blieb er drei Jahre, bis er 2001 zum Zweitligisten und Traditionsclub Atlético Madrid ging und somit in seine Heimat zurückkehrte.

### Primera División
Mit Atlético gelang Movilla 2001/02 der souveräne Aufstieg. Noch zwei weitere Jahre kam er dort regelmäßig zum Einsatz, ehe er im Januar 2004 zu Real Saragossa wechselte. Auch dort war er drei Jahre lang fester Bestandteil der Mannschaft und gewann 2004 den spanischen Pokal. Im Sommer 2007 wechselte Movilla zum Aufsteiger Real Murcia. Dort fand er zu alter Stärke zurück.
Im Sommer 2012 kehrte er zu seinem alten Arbeitgeber Real Saragossa zurück, nachdem er in der Zwischenzeit für Rayo Vallecano gespielt hatte. 2014 beendete er seine Karriere, nachdem ihn der Verein wegen Querelen über die Sozialen Medien freigestellt hatte.

## Erfolge
- 2001/02 – Aufstieg in Primera División mit Atlético Madrid
- 2003/04 – Spanischer Pokal